# Dominique Aguessy
Pour l’article homonyme, voir Aguessy.
Dominique Aguessy, née à Cotonou (Bénin) le 31 mars 1937, est une sociologue et écrivaine française. Elle vit et travaille à Bruxelles et en France.

## Parcours
Originaire du Bénin, de nationalité française, elle a longtemps vécu à Dakar, au Sénégal. Au cours de ses études elle a obtenu une licence és Lettres (langue et littérature française) à l'Université de Bordeaux, un diplôme (DEA) en gestion des entreprises au Templeton College d'Oxford.
De 1956 à 1958 puis de 1964 à 1970, elle a été productrice d'émissions culturelles pour la radiodiffusion nationale du Sénégal et l'Office de coopération radiophonique (devenu RFI). De 1973 à 1985, elle a été secrétaire générale adjointe de la Confédération mondiale du travail, (Confédération internationale des syndicats).  Puis elle a été chercheuse à l'Institut de sociologie de l'Université libre de Bruxelles dans l'équipe de Gabriel Thoveron, et consultante en relations industrielles, de 1985 à 2000, pour la Commission européenne (DG Affaires sociales) et l'Association des chambres de commerce ACP.
Elle a beaucoup voyagé en Asie du Sud-Est, Afrique, Amérique latine, Europe centrale, États-Unis et Canada.
Dominique Aguessy a commencé sa carrière littéraire en 1993 en publiant aux éditions L'Harmattan un recueil de poèmes, Les Chemins de la sagesse, contes et légendes du Sénégal et du Bénin, suivi par Le Caméléon bavard, contes et légendes du Sénégal et du Bénin en 1994. Puis, en 1996, La maison aux sept portes, illustré par Titane de Vos, contes et légendes du Bénin. Elle a aussi publié des essais comme Pouvoir et démocratie à l'épreuve du syndicalisme (Unesco-Breda),
Elle est membre du Conseil d'administration de l'Association des écrivains belges de langue française. membre de l'association Français du monde, section Belgique, et sociétaire de l'Association des écrivains de langue française (ADELF) en France. Elle est aussi  membre de l'Union des femmes africaines, du Conseil francophone des femmes de Belgique, d'Oxfam Solidarité.

## Décorations
- Chevalier de la légion d'honneur en 2000[4]
- Chevalier dans l'Ordre des Arts et Lettres en 2013[4],[5]

## Publications
- La maison aux sept portes, contes et légendes du Bénin, éditions L'Harmattan, Paris, 1996
- Le caméléon bavard, contes et légendes du Sénégal et du Bénin, éditions L'Harmattan, Paris, 1994
- Les chemins de la sagesse, contes et légendes du Sénégal et du Bénin, éditions L'Harmattan, Paris, 1993
- Pouvoir et démocratie à l'épreuve du Syndicalisme, essai, Unesco Breda, Dakar, 1994
- L'aube chante à plusieurs voix, poèmes, préface de Emile Kesteman, illustration de Titane De Vos, édition de l'Acanthe, 1999
- Le gué des hivernages, poèmes, préface de Cheikh Hamidou Khane et Oumar Sankharé, édition la Porte des Poètes, Paris, 2002
- Contes du Bénin, L'oracle du hibou, édition Maisonneuve et Larose, Paris, 2004
- Comme un souffle fragile, poèmes méditations, édition Parole et Silence, Paris et Le Muveran, 2005
- La soif des oasis, Éditions du Cygne, Paris, 2008
- Tant de chemins ouverts, Éditions du Cygne, France, 2010
- Les raisins de mer, nouvelles, éditions L'Harmattan, Paris, juillet 2013